# Uplazový potok
Uplazový potok – potok, prawy dopływ Kopanickiego Potoku (Kopanický potok)u na Słowacji. Jest ciekiem 4 rzędu. Wypływa na wysokości około 1450 m na południowych stokach przełęczy Ždiarske sedlo. Spływa początkowo w kierunku południowo-zachodnim, potem południowym doliną między grzbietami Andrejcovej (Andrejcová) i Bartkovej (Bartková). Uchodzi do Kopanickiego Potoku na wysokości około 830 m.
Zlewnia Uplazovego Potoku to porośnięte lasem południowe stoki Niżnych Tatr, w większości poza granicami Parku Narodowego Niżne Tatry. Ujście potoku znajduje się na granicy lasu i bezleśnych obszarów miejscowości Pohorelá. Tuż obok uchodzi drugi dopływu Kopanickiego Potoku – Skalný potok.
W dolnej części potoku, na jego orograficznie lewych zboczach znajduje się bunkier partyzancki z okresu słowackiego powstania narodowego (Partizánsky bunker na Rovni).